# Alistair Darling
Alistair Darling, född 28 november 1953 i Hendon i Barnet i London, död 30 november 2023 i Edinburgh, var en brittisk parlamentsledamot för Labour. Han utsågs den 28 juni 2007 till finansminister i Gordon Browns regering, en post han innehade till Browns avgång den 11 maj 2010. I Tony Blairs regering var han transportminister (Secretary of State for Transport) och minister för Skottland (Secretary of State for Scotland). 
Han representerade valkretsen Edinburgh Central 1987–2015. Efter Labours valseger 1997 blev han Chief Secretary to the Treasury (biträdande finansminister). 1998 utnämndes han till socialminister (Secretary of State for Social Security), då han ersatte Harriet Harman som blivit avsatt. 2001 avskaffades det dåvarande socialdepartementet (Department for Social Security) och ersattes med Department of Work & Pensions, där Darling blev minister. I maj 2002 utnämndes han till transportminister, sedan föregångaren Stephen Byers avgått efter mycken kritik. Darling blev dessutom minister för Skottland i juni 2003.
Han var kampanjordförande för den vinnande nejsidan i folkomröstningen om skotsk självständighet 2014.